# Соспироло (Венеция)
 Соспироло  (итал.  Sospirolo ) — коммуна в Италии, располагается в провинции Беллуно области Венеция.
Население составляет 3223 человека (на 2012 г.), плотность населения составляет 49,58 чел./км². Почтовый индекс — 32037. Телефонный код — 0437.
Покровителями коммуны почитаются святые апостолы Пётр и Павел, празднование 29 июня.

### Фракции коммуны
- Грон (Gron), располагается на юге, на левом берегу реки Мис[итал.], покровитель — святой первомученик Стефан;
- Марас (Maras), покровитель  — святой апостол Варфоломей;
- Мис (Mis), покровительница — святая Иулиания;
- Оренье-Ай Казай-Кампаз (Oregne-Ai Casai-Campaz), покровитель — святой Тициан (san Tiziano);
- Пасколи (Pascoli), покровитель — святой архангел Михаил, празднование 29 сентября;
- Пиц-Камолино (Piz-Camolino), располагается на правом берегу реки Мис[итал.], напротив Грона покровитель — святой Антоний;
- Сан-Готтардо  (San Gottardo), располагается на севере, около обители Certosa di Vedana, покровитель — святой Готтард,
- Сан-Зенон (San Zenon), располагается между фракцией Марас и фракцией Падерно, что в Сан-Грегорио-нелле-Альпи (434 м),  покровитель  — святой мученик Зенон Веронский;
- Сусин (Susin), располагается между Соспироло и фракцией Марас (475 м), покровитель — святитель Мартин Турский;
- Торбе (Torbe), располагается на юго-востоке от столицы коммуны (379 м). Между Торбе и обителью Certosa di Vedana имеется маленькое озеро Ведана[итал.].